# Erica kirstenii
Erica kirstenii är en ljungväxtart som beskrevs av Edward George Hudson Oliver. Erica kirstenii ingår i släktet klockljungssläktet, och familjen ljungväxter. Inga underarter finns listade i Catalogue of Life.